# توم إدواردز (لاعب كرة قدم أمريكية)
توم إدواردز (بالإنجليزية: Tom Edwards)‏ هو لاعب كرة قدم أمريكية أمريكي، ولد في 12 ديسمبر 1899، وتوفي في 28 يناير 1980.

## وصلات خارجية
- توم إدواردز على موقع مرجع كرة القدم المحترفة.كوم (الإنجليزية)